# Grammoptera haematites
Grammoptera haematites är en skalbaggsart som först beskrevs av Newman 1841.  Grammoptera haematites ingår i släktet Grammoptera och familjen långhorningar. Inga underarter finns listade i Catalogue of Life.